# Rostoix
Rostoix (en rus: Ростошь) és un poble (un possiólok) de l'óblast d'Orenburg, a Rússia, segons el cens del 2010 tenia 74 habitants, pertany al municipi de Kràsnaia Poliana.